# Muzeul de Artă din Târgu Jiu
Muzeul de Artă din Târgu Jiu este o instituție amplasată în strada Traian (Parcul Central). 
Muzeul expune o colecție de icoane, sculptură în lemn din secolele XVII - XVIII, pictură românească modernă (Mișu Pop, Corneliu Baba, Vasile Grigore) și sculptură (Rodica Popescu), din donație.
A funcționat, până în 1992, în localul Liceului Comercial, apoi i-a fost repartizată fosta reședință prezidențială, construită în 1988.